# Majdič
Majdič je priimek več znanih Slovencev:
- Aleksander Majdič (1922—2007), kemik, metalurg
- Franc Majdič (1854—1931 oz. 1890—1956), mlinarja in industrialca
- Franc Majdič (1880—1936), veletrgovec
- Franc Majdič (*1975) izredni profesor doktor strojništva - hidravlika
- Gregor Majdič (Majditsch) (1687)?, podobar
- Gregor Majdič (*1967), veterinar, endokrinolog, embriolog, genetik, pisatelj in popotnik, prof. in rektor UL
- Ivo Majdič (1922—2005), družbeni delavec, predsednik RK
- Peter Majdič (1862—1930), industrialec in poslovnež
- Petra Majdič (*1979), smučarska tekačica
- Tjaša Majdič, arhitektka ...
- Urška Majdič - UMA (*1980), glasbenica, kantavtorica, tekstopiska, aktivistka
- Vera Majdič (1898—1994), sopranistka, pevska pedagoginja
- Viktor Majdič (1939—2018), jezikoslovec slovenist, pedagog
- Vinko Majdič (1858—1924), mlinar, tovarnar